# Dmitrij Dorofejev
Dmitrij Anatoljevič Dorofejev (rusky Дми́трий Анато́льевич Дорофе́ев; * 13. listopadu 1976 Kolomna, Ruská SFSR) je bývalý ruský rychlobruslař.
Na velkých mezinárodních akcích se poprvé objevil na konci sezóna 1996/1997, kdy debutoval ve Světovém poháru. V roce 1999 premiérově startoval na Mistrovství světa ve sprintu, kde skončil na 21. místě. Tutéž sezónu se také poprvé zúčastnil Mistrovství světa na jednotlivých tratích, závod na 500 m však dokončil na 12. příčce, na dvojnásobné distanci byl sedmnáctý. Startoval na Zimních olympijských hrách 2002, přičemž sprinterský půlkilometrový závod zvládl jako 18. nejrychlejší. V následujících sezónách nedosáhl žádného výraznějšího výsledku, naopak jeho nejúspěšnější sezónou byla ta další olympijská. Na sprinterském světovém šampionátu 2006 vybojoval stříbrnou medaili, stejný kov si přivezl i ze závodu na 500 m na zimní olympiádě (kromě toho byl na ZOH desátý na trati 1000 m). V ročníku 2006/2007 se zúčastnil pouze prvního mítinku Světového poháru, po zahájení další rychlobruslařské sezóny ukončil na podzim 2007 sportovní kariéru.